# 7004 Markthiemens
7004 Markthiemens è un asteroide della fascia principale. Scoperto nel 1979, presenta un'orbita caratterizzata da un semiasse maggiore pari a 2,3251321 UA e da un'eccentricità di 0,1781168, inclinata di 5,02094° rispetto all'eclittica.
L'asteroide è dedicato al chimico statunitense Mark Thiemens.